# Peratophyga sobrina
Peratophyga sobrina är en fjärilsart som beskrevs av Louis Beethoven Prout 1932. Peratophyga sobrina ingår i släktet Peratophyga och familjen mätare. Inga underarter finns listade i Catalogue of Life.